# روچدیل
latitudeروچدیلlongitudeروچدیل

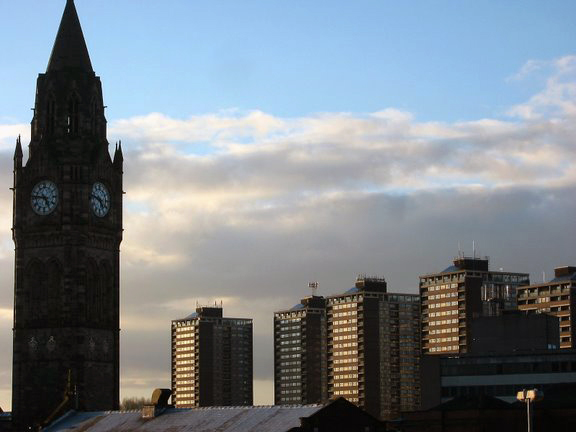
روچدیل

روچدیل (به انگلیسی: Rochdale) یکی از شهرهای منچستر بزرگ در شمال غرب انگلستان است. این شهر در ۱۵٫۸ کیلومتری شمال غرب منچستر واقع شده‌است.